# Copidosomopsis coni
Copidosomopsis coni is een vliesvleugelig insect uit de familie Encyrtidae. De wetenschappelijke naam is voor het eerst geldig gepubliceerd in 1987 door Trjapitzin, Voinovich & Sharkov.